# Nikolaikirche (Apen)

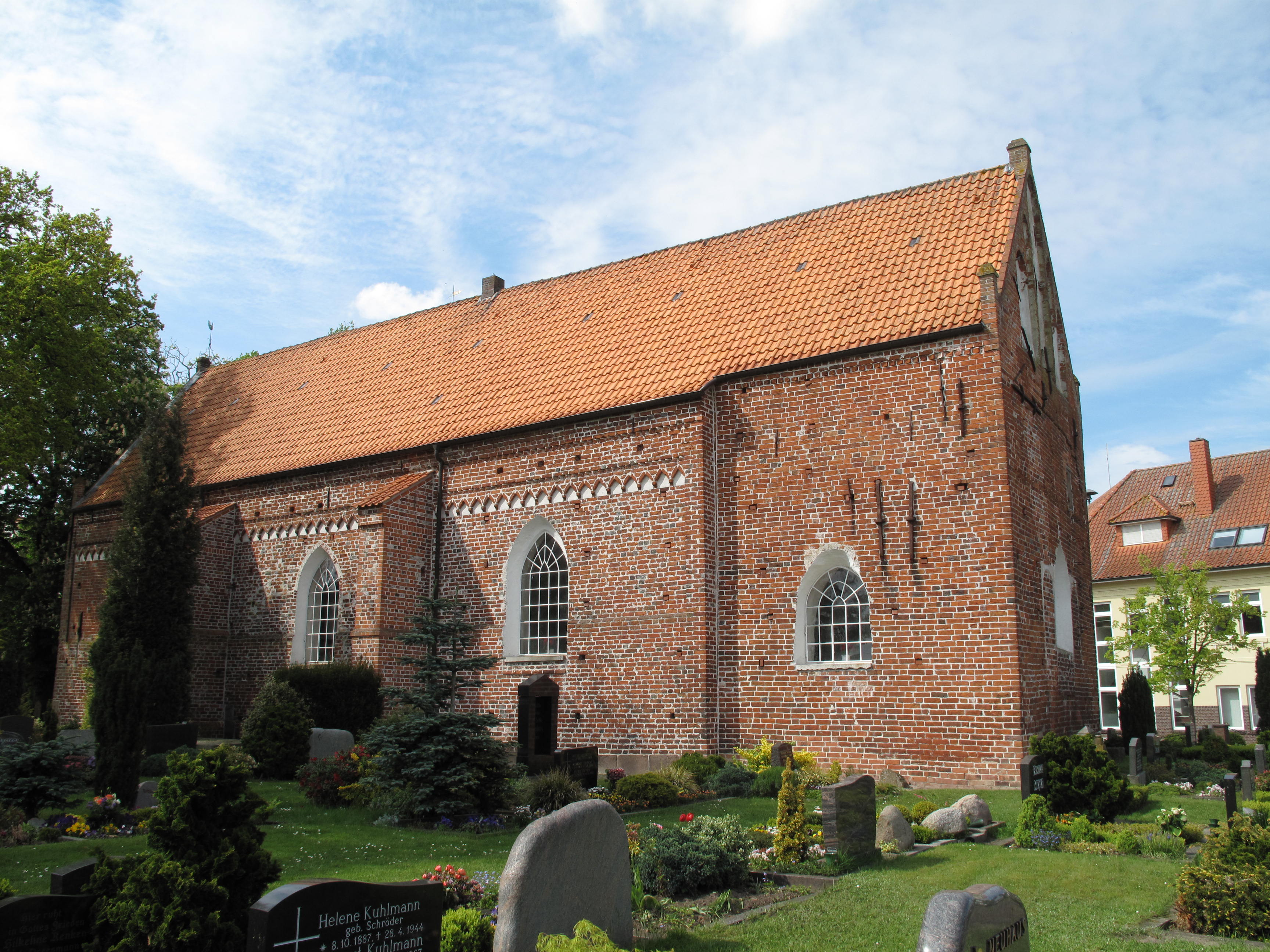
Nikolaikirche Apen

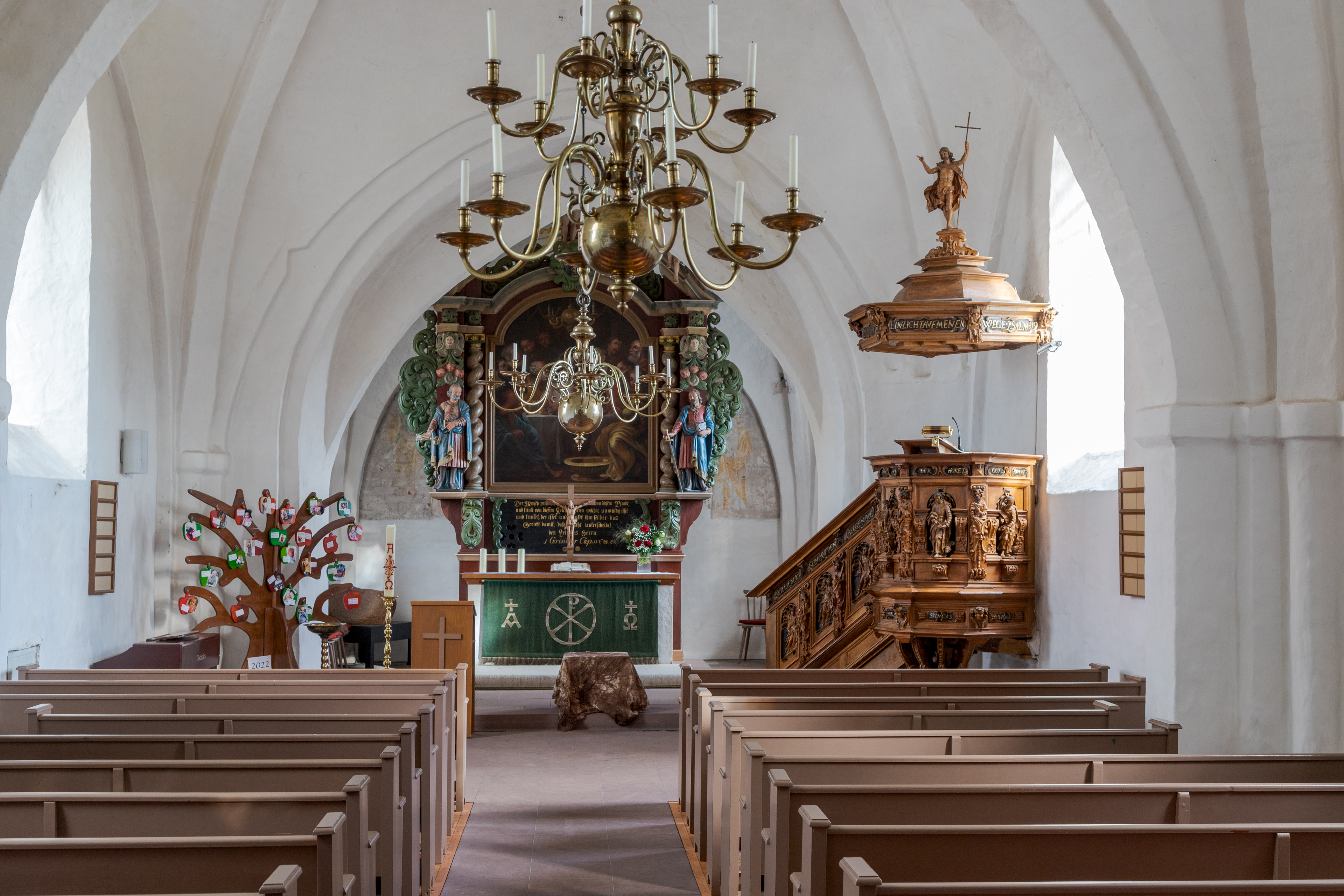
Altar und Kanzel

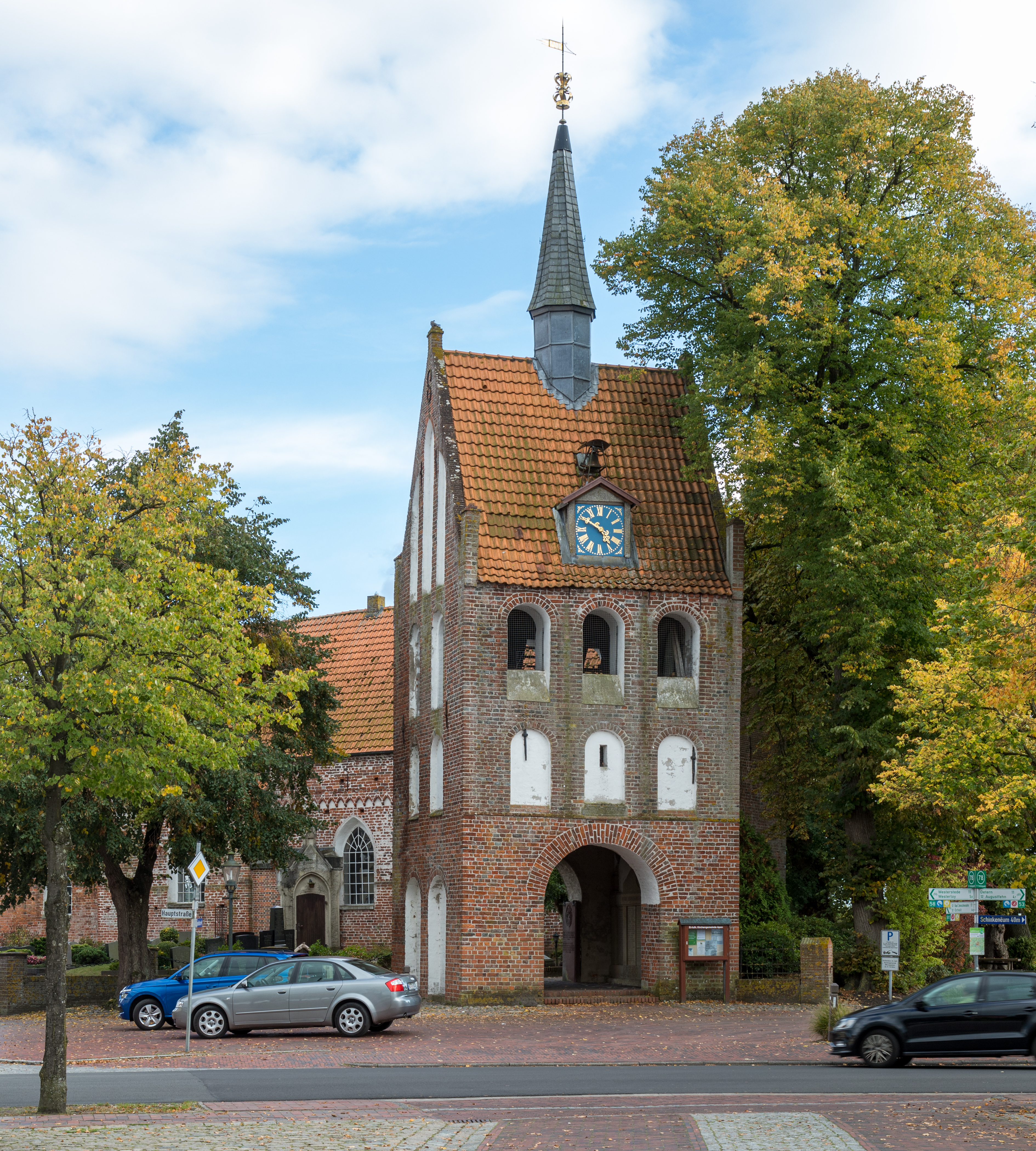
Glockenturm und St. Nikolai-Kirche

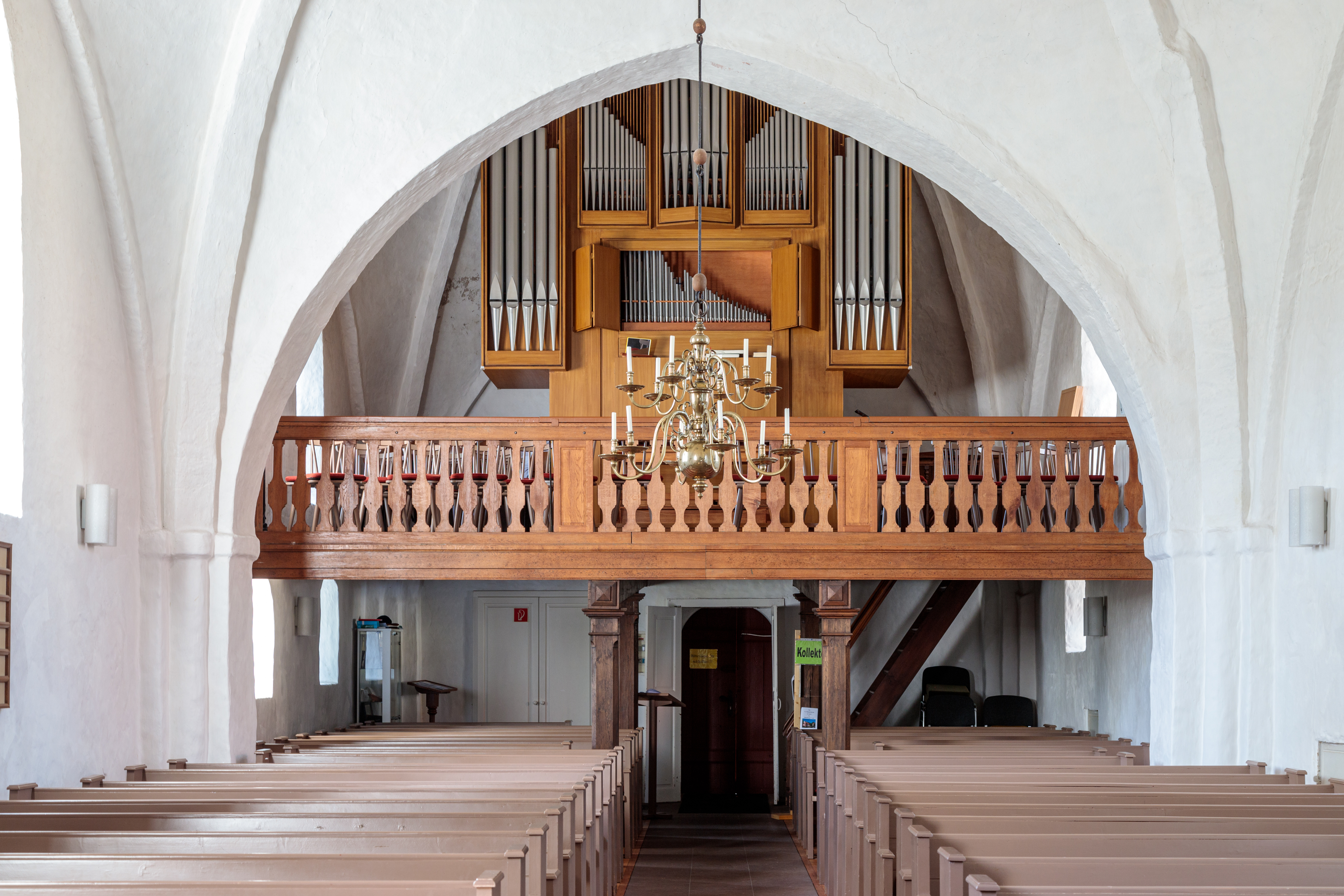
Empore und Orgel

Die St.-Nikolai-Kirche ist eine evangelisch-lutherische Kirche in der Gemeinde Apen im Landkreis Ammerland. Die Kirche ist eines der Wahrzeichen der Gemeinde.

## Geschichte
Die St.-Nikolai-Kirche in der Gemeinde Apen wurde 1239 erbaut. Die Kirche ist eine frühgotische Backsteinkirche, die auf dem alten Friedhof in Apen steht. In den Jahren von 1990 bis 1995 wurde das Kirchengebäude aufwendig renoviert. Separat neben der Kirche steht der Glockenturm. Im Glockenturm der St.-Nikolai-Kirche befinden sich zwei Glocken. Eine ältere, kleinere Glocke stammt in etwa aus den 1350er Jahren und ist eine der ältesten Glocken Nordwestdeutschlands. Diese Glocke wird auch Katharinaglocke genannt, da sie das Bildnis der Heiligen Katharina trägt. Die größere Glocke ist 1621 gegossen worden und wurde im Dreißigjährigen Krieg von Soldaten nach Apen gebracht. Der Kirchturm der St.-Nikolai-Kirche wurde im Jahre 1497 erbaut.
Die Kanzel der Aper St.-Nikolai-Kirche stammt aus dem Jahre 1625 und wurde vom Hamburger Schnitzer Ludwig Münstermann angefertigt. Die Kanzel, die vom Oldenburger Grafen Anton Günther in Auftrag gegeben wurde, wurde 2000 renoviert. Der Altar in dieser Kirche entstand im frühen 18. Jahrhundert laut Inschrift zur Regierungszeit des dänischen Königs Friedrich IV. (1699–1730). Der in Haselünne geborene Künstler Jöllemann entwarf diesen Altar. Zwei Engel weisen am Altar auf den auferstandenen Christus hin. Das Bild am Altar stellt das Abendmahl dar. An den beiden Seiten hinter dem Altar sind Wandmalereien aus der Frühzeit der Kirche zu sehen. Auf dem Altar stehen drei Kerzenleuchter, die von einem Kommandanten der Aper Festung im Jahre 1640 gestiftet wurden. Der mittlere Kerzenleuchter trägt die Aufschrift Hans Jacob Rebmann, 1640. Die Familie van Dranten stiftete 1663 zwei Kerzenkronen aus massivem Messing. Ebenfalls aus Messing ist die 1691 gestiftete Taufe.
Neben dem Altar befindet sich ein Findling, dessen Vertiefung auf ein Weihwasserbecken hinweisen könnte. Auf der Empore der St.-Nikolai-Kirche befindet sich die 1970 von Paul Ott entworfene Orgel. Diese Orgel umfasst 13 Register. Im Jahre 2008 wurde die Katharinaglocke gegen eine neue, aus Bronze gegossene Glocke ausgetauscht. Die Katharinaglocke hatte einen Riss und wurde dadurch unbrauchbar. Sie kann heute besichtigt werden. Die Kirche, die 2014 ihr 775. Jubiläum feierte, ist eines der Wahrzeichen der Gemeinde Apen.